# Austrinoecia
Austrinoecia is een geslacht van kreeftachtigen uit de klasse van de Ostracoda (mosselkreeftjes).

## Soort
- Austrinoecia isocheira (Müller, G.W., 1906)